# Vendise
Vendise is een plaats in de Estlandse gemeente Saaremaa, provincie Saaremaa. De plaats heeft de status van dorp (Estisch: küla) en telt 25 inwoners (2021).
Tot in december 2014 behoorde Vendise tot de gemeente Kärla, daarna tot in oktober 2017 tot de gemeente Lääne-Saare en sindsdien tot de fusiegemeente Saaremaa.
De plaats ligt aan de rivier Tirtsi.

## Geschiedenis
Vendise werd in 1645 voor het eerst genoemd onder de naam Wendise Mik, een boerderij. In 1798 was ze onder de naam Wentes een dorp geworden. De plaats lag voor een deel op het landgoed van Randvere, voor een ander deel op dat van Tergemäe, een landgoed waarvan het landhuis stond in het dorp Anepesa.
Tussen 1977 en 1997 maakte Vendise deel uit van het buurdorp Sauvere.